# Pítaco de Mitilene

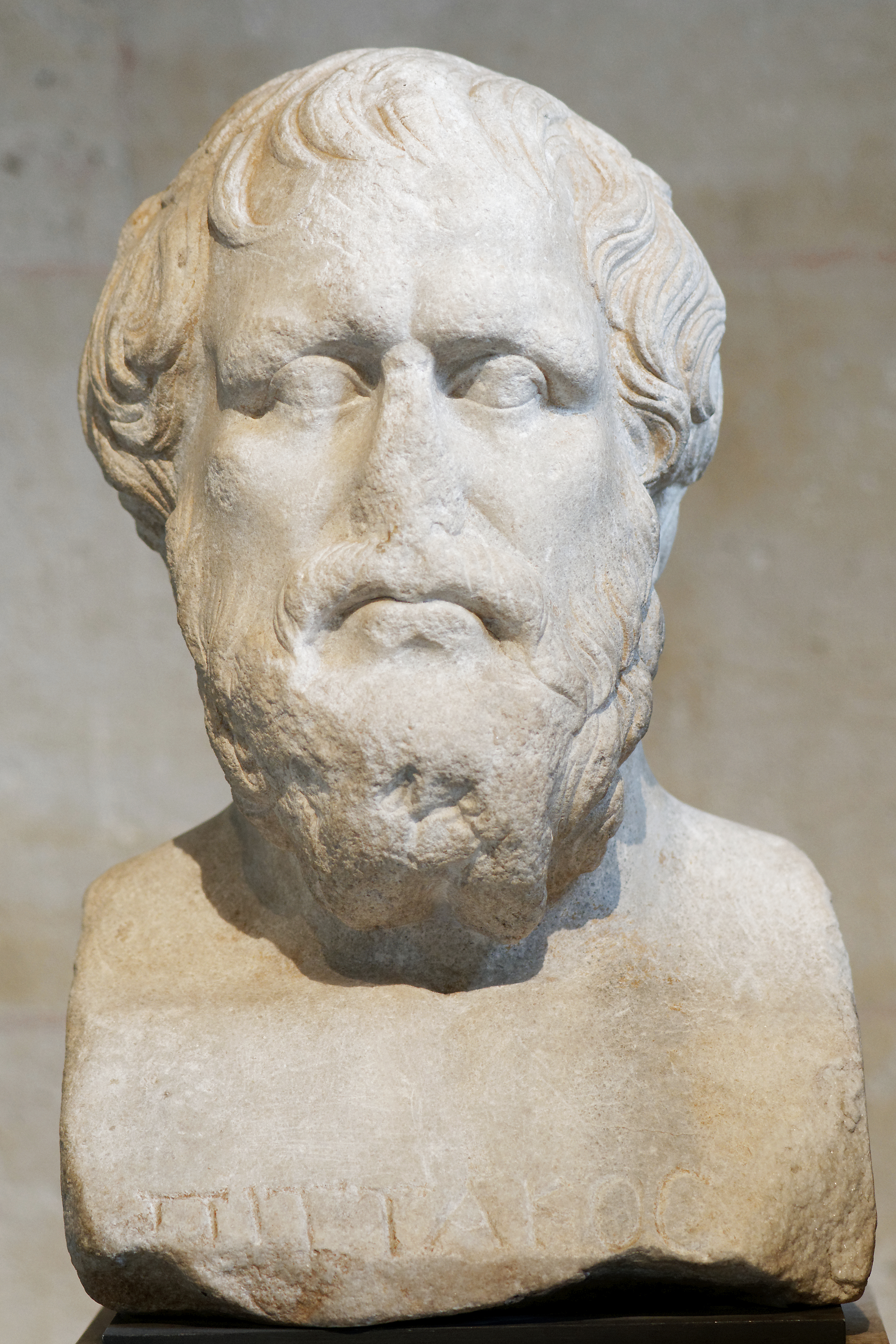
Busto de Pítaco, copia romana de un original griego, Museo del Louvre.

Pítaco de Mitilene (griego antiguo Πιττακός, Pittakós), estadista que vivió entre los años 640 a. C. y 568 a. C., conocido como uno de los Siete Sabios de Grecia.

## Biografía
Originario de Mitilene (ciudad griega de la isla de Lesbos). Su padre fue Hirradio, o Hirras, de Tracia, que venía de la clase media. Su madre pertenecía a la aristocracia.[cita requerida] Se casó con una mujer de la familia Pentilides, una de las más poderosas de la isla en ese momento. Fue conocido por su sabiduría política y social, así como por su prudencia y destreza militar. Entró en la arena política de su tierra natal en el año 612 a. C., cuando, junto con Antiménidas y Ciquis, hermanos del poeta Alceo, que dirigían el partido aristocrático, destronó al tirano Melancro.
Posteriormente Pítaco cambió de facción política y se adhirió a la del siguiente tirano de la ciudad, Mírsilo, y por tanto el poeta Alceo, que se oponía a Mírsilo, se convirtió en su enemigo.
Se distinguió como comandante en la guerra contra Atenas, con el fin de recuperar Sigeo, un promontorio de la región costera de Tróade, que era una antigua colonia de Mitilene, a la entrada del Helesponto. Pítaco mató sin ayuda al general ateniense Frinón, ganador de los Juegos Olímpicos y famoso por su coraje y valentía. Para poner fin al conflicto rápidamente, Frinón aceptó el reto de Pítaco, quien, según Estrabón y Diógenes Laercio, logró atrapar con una red y rematarlo a ojos de todos. Luego, tras un arbitraje de Periandro de Corinto, Sigeo permaneció en poder de los atenienses pero Aquileo pasó a ser controlado por Mitilene.
Cuando murió Mírsilo, hacia 590 a. C. los habitantes de Mitilene eligieron a Pítaco como aisymnetes (una especie de tiranía electiva, no hereditaria), otorgándole así el derecho a gobernarlos. Tras diez años en su cargo, Pítaco dimitió y la ciudad disfrutó de orden y de leyes duraderas.
Diógenes Laercio cita una de sus leyes en la que se imponía una doble pena por las ofensas cometidas por aquellos que se embriagaran. Este autor también le atribuye versos líricos, así como una carta espuria a Creso.
Su apogeo como hombre público se materializó en la cuadragésima segunda olimpiada. Vivió más de setenta años y murió en el tercer año de la quincuagésima segunda olimpíada (568 a. C.)

## Frases que le fueron atribuidas
Algunos autores mencionan que tuvo un hijo llamado Tirreo. La leyenda dice que cuando mataron a su hijo y trajeron al asesino ante él, Pítaco lo dejó en libertad, expresando «el perdón es mejor que el castigo».
Otras frases célebres de Pítaco son: 
- «Es difícil ser de verdad un hombre de bien.»[5][9]

- «Incluso los dioses no pueden enfrentarse a la necesidad.»[5][10]

- «El poder muestra al hombre.»[5][nota 1]

- «No digas de antemano lo que vas a hacer; porque si fallas, se burlarán de ti.»[5]

- «Es propio de los varones prudentes precaverse de las adversidades antes de que vengan, y de los fuertes, tolerarlas cuando han venido.»[5]

- «Abstente de hablar mal no solamente de tus amigos, sino también de tus enemigos.»[5]